# Galliena montigena
Galliena montigena är en spindelart som beskrevs av Simon 1898. Galliena montigena ingår i släktet Galliena och familjen Cycloctenidae. Inga underarter finns listade i Catalogue of Life.